# 非特異性間質性肺炎
非特異性間質性肺炎（Non-specific interstitial pneumonia，簡稱NSIP）屬於一種特發性間質性肺炎。本病最初于1994年，被Katzenstein和Fiorelli从对糖皮质激素效果较好的特异性间质性肺炎分离出来。因此，相较于异性间质性肺炎，其预后相对较好。

## 症狀
症狀包含咳嗽、呼吸困难，以及疲倦。

## 病因
目前認為屬於一種自體免疫有關，可能為未分化型結締組織疾病的併發症。

## 分類
NSIP可依病理切片分為細胞性及纖維性兩種，兩種以預後不同。細胞性的鏡檢會顯示慢性發炎但纖維化較少的情形；纖維性則會顯示間質性纖維化，且發炎狀態不一。在其他種類的特發性肺炎一般有一個明顯的點狀纖維化區域，但在NSIP中沒有這種情形，一般為一整片的纖維化。

## 預後
纖維性NSIP的五年存活率約於 86% 至 92%之間，細胞性則為 100% 。大體來說NSIP的預後較尋常性間質性肺炎（UIP）為佳。